# 江代充
江代 充（えしろ みつる、1952年12月20日 - 2025年3月22日）は、日本の詩人。

## 人物
静岡県生まれ。広島大学教育学部卒。筑波大学附属聴覚特別支援学校教諭を務める。1995年粕谷栄市、高貝弘也、法橋太郎と「幽明」創刊。1996年、詩集『白V字 セルの小径』で第1回中原中也賞候補。2020年、詩集『切抜帳』で高見順賞受賞。
2025年3月22日、前立腺がんのため東京都台東区の自宅で死去した。72歳没。

## 著書
- 『公孫樹』青土社, 1978
- 『昇天貝殻敷』書肆山田, 1983
- 『みおのお舟』書肆山田, 1989
- 『白V字セルの小径』書肆山田, 1995
- 『黒球』書肆山田, 1997
- 『梢にて』書肆山田, 2000（萩原朔太郎賞受賞[1]）
- 『隅角ものかくひと』思潮社, 2005
- 『江代充詩集』(現代詩文庫 思潮社, 2015
- 『切抜帳』思潮社, 2019